# La moglie di don Giovanni
La moglie di don Giovanni (titolo originale La femme de don Juan) è una novella scritta in lingua francese dalla scrittrice ucraina, di religione ebrea, Irène Némirovsky. Pubblicato il 2 novembre 1938 sul settimanale Candide e in Italia da Adelphi nel 2006 è incluso nel volume Dimanche et autres nouvelles edito per la prima volta in Francia nel 2000.

## Trama
La novella è un'unica lunga lettera, scritta da Clémence, una camerista-cucitrice, che prossima ad un'operazione che probabilmente le sarà fatale, decide di scrivere a Monique, una dei figli dei signori presso i quali ha lavorato per dodici anni. In questa lettera rivelerà la dura realtà che si nasconde dietro al noto dramma famigliare: la Signora Nicole (madre di Monique) ha ucciso il marito, con un colpo d'arma da fuoco. Il motivo per cui verrà condannata a una breve pena è la gelosia, in quanto il marito, il Signore, un noto don Giovanni, era molto coinvolto in una relazione con la baronessa Debeers e sembrava volesse lasciarla. 
Clémence invece ha saputo, per via di alcune lettere ed incontri, che la Signora aveva a sua volta una relazione con il signor Pécaud, braccio destro del marito. Pécaud aveva perso molto denaro giocando in borsa e chiedeva l'aiuto della sua amante, per cercare di coprire gli ammanchi che stavano per costargli il posto di lavoro. 
La Signora cerca quindi di trattare con il marito in favore di Pécaud, ma questo reagisce ridendo, burlandosi di lei. Una risata sprezzante che gli costerà la vita.